# Gulnar
Gulnar (pers.: گلنار; kaz.: Гүлнәр, Gülnär; kyrg.: Гүлнар /gylʲ'nɑr/, Güľnar) je ženské rodné jméno perského původu. Jde o složeninu ze slov гүл (květ) a анар (granátový strom), což kazašsky (stejně jako kyrgyzsky) znamená „květ granátovníku“.

## Známé nositelky jména
- Gulnara Samitovová-Galkinová – ruská atletka
- Gulnora Karimovová – dcera Isloma Karimova
- Gulnara Sachs – kazašská šachistka
- Gulnur Satylganovová – kyrgyzská herečka